# جيمس إل. جونز
جيمس إل. جونز (بالإنجليزية: James L. Jones)‏ هو ضابط أمريكي، ولد في 19 ديسمبر 1943 في كانساس سيتي في الولايات المتحدة.

## وصلات خارجية
- جيمس إل. جونز على موقع مونزينجر (الألمانية)
- جيمس إل. جونز على موقع إن إن دي بي (الإنجليزية)